# Phoenix FC
Der Phoenix FC war eine US-amerikanische Fußballmannschaft aus Phoenix, Arizona. Die Wolves wurden 2012 gegründet und spielten die Saison 2013 in der USL Professional Division, der dritten Liga in den USA.

## Geschichte
Am 18. Juni 2012 wurde bekannt, dass die BDR Sports LLC mit Unterstützung des Bundesstaates Arizona ein Fußballprofifranchise in Arizona gründen will. Am 2. Juli wurde von der USL bestätigt, das ein Franchise aus Phoenix von der BDR Sports LLC ab 2013 am Spielbetrieb der drittklassigen USL Professional Division teilnehmen wird.
Am 15. Juli 2012 wurde der ehemalige schottische Fußballer David Robertson als Trainer vorgestellt. Am 27. September wurde mit dem Schotten Darren Mackie, der erste Spieler verpflichtet.
Das erste Ligaspiel fand am 23. März 2013 gegen die Los Angeles Blues statt. Die Wolves unterlagen mit 2:0. Das erste Heimspiel gegen den VSI Tampa Bay FC konnte mit 1:0 gewonnen werden. Das Team beendete seine erste Saison mit 5 Siegen, 7 Unentschieden und 15 Niederlagen. Donny Toia erzielte sechs Tore für den Phoenix FC und war damit der erfolgreichste Torschütze der Saison.
Am 1. November 2013 wurde dem Franchise von der USL Pro die Rechte entzogen weiterhin am Spielbetrieb der Liga teilzunehmen. Hintergrund war das nicht bezahlen von Spielern, eine unzureichende finanzielle Situation der Eigentümer und weitere schwere Verstöße gegen die Franchise-Vereinbarungen.
Am 16. Dezember 2013 wurde die Lizenz an die American Soccer Marketing LLC abgegeben. Diese gab aber am 12. März 2014 bekannt keine Mannschaft stellen zu können. Den freigewordenen Platz in der USL Pro übernahm das neue Franchise Arizona United.

## Name und Wappen
Am 7. September 2012 wurde der Name bekannt. Das Team heißt Phoenix FC, wobei das FC für Footballclub steht. Der Spitzname des Franchise ist Wolves (deutsch: Wölfe). Es wurde auch bekanntgegeben, dass die Mannschaftsfarben Rot und Weiß sein werden. Auch das Logo wurde vorgestellt.

## Stadion
- Sun Devil Soccer Stadium; Tempe, Arizona (2013)
- GCU Soccer Stadium; Phoenix, Arizona (2013)
- Reach 11 Soccer Complex; Phoenix, Arizona (2013)

Am 11. Dezember 2012 wurde bekanntgegeben, dass der Phoenix FC seine Heimspiele 2013 im Sund Devil Soccer Stadium austragen wird. Es hat eine Kapazität von 5000 Zuschauern und liegt auf dem Gelände der Arizona State University in Tempe, einem Vorort von Phoenix.
Des Weiteren wurden Spiele im GCU Soccer Stadium, welches zur Grand Canyon University gehört, und dem Reach 11 Soccer Complex ausgetragen.

## Spieler und Mitarbeiter

### Trainerstab
- David Robertson – Trainer
- Joao Bento – Assistenztrainer
- Jason Erickson – Assistenztrainer
- Mike Hewitt – Torwarttrainer
- Brian O’Donnel – Fitnesstrainer

## Year-by-year
| Jahr | Liga    | Regular Season | Play-offs          | US Open Cup | Zuschauerschnitt |
| ---- | ------- | -------------- | ------------------ | ----------- | ---------------- |
| 2013 | USL Pro | 12. Platz      | nicht qualifiziert | 1. Runde    | 1.532            |

## Farmteam
Seit Dezember 2012 unterhielt der Verein in Kamerun, mit dem in Bali im Département Mezam beheimateten Phoenix FC Bali ein Farmteam. Der Fusionsvertrag beinhaltet die Förderung und den kostenlosen Austausch von Jugendspielern. Der Verein spielt seit seiner Gründung im Mezam Division III Football Championship, der vierthöchsten Spielklasse des Fédération Camerounaise de Football. Trainer der Mannschaft ist seither Julius Fambou, der in den USA College Fußball spielte und in der MTN Elite One für PWD Bamenda und Tonnerre Yaoundé spielte.